# Quiere beber
Quiere beber è un singolo del rapper portoricano Anuel AA, pubblicato il 17 luglio 2018.
Il 1⁰ Novembre dello stesso anno venne pubblicato un remix intitolato Ella quiere beber con il cantante statunitense Romeo Santos.

## Tracce
1. Quiere beber – 3:07